# Symulator lotu

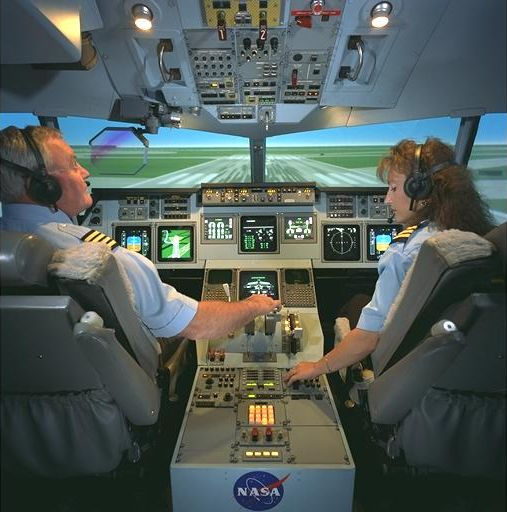
Symulator lotu NASA

Symulator lotu – urządzenie, które oddaje dokładny obraz kabiny konkretnego typu statku powietrznego w zakresie obejmującym mechaniczne, elektryczne, elektroniczne itp. funkcje sterowania systemów statku powietrznego, środowisko pracy członków załogi lotniczej oraz osiągi i charakterystyki lotu danego typu statku powietrznego.

## Historia

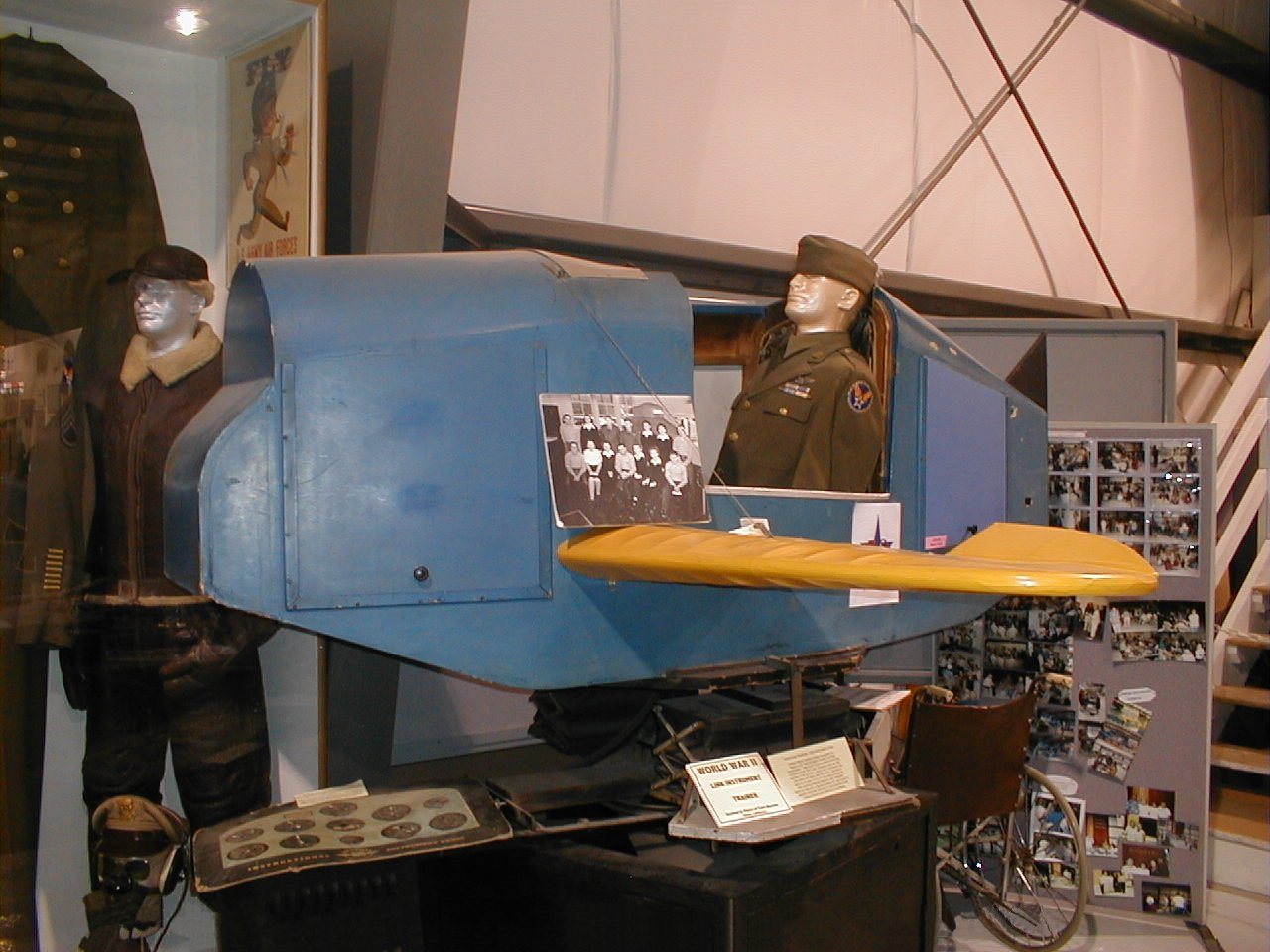
Link Trainer

Pierwsze lotnicze urządzenia treningowe powstały już podczas I wojny światowej, jednakże nie weszły do powszechnego użycia aż do 1934 roku kiedy to USAAF po serii tragicznych wypadków nabyły cztery urządzenia Link Trainer (nazywane żartobliwie Blue Box), służące do treningu lotów przyrządowych. W trakcie II wojny światowej urządzenia tego typu były już masowo wykorzystane do szkolenia pilotów alianckich.
Pierwszym symulatorem wykorzystywanym przez linię lotniczą było urządzenie treningowe Boeinga 377 produkcji Curtiss-Wright zakupione w 1948 przez Pan Am.
Wczesne symulatory lotu wykorzystywały systemy zobrazowania bazujące na ruchomej kamerze poruszające się nad makietą terenu i transmitującej obraz do monitora znajdującego się przed pilotem.

## Podział
- Full Flight Simulator (FFS) – najbardziej zaawansowany technicznie rodzaj symulatora. Kompletna, pełnowymiarowa i funkcjonalna replika kokpitu danego typu, modelu lub serii statku powietrznego połączona z odpowiednim systemem komputerowym niezbędnym do odwzorowania statku powietrznego podczas operacji na ziemi i w powietrzu. System wizualizacji zapewnia widok poza kokpitem, a system siłowników odwzorowuje wrażenia ruchowe[2]. Urządzenia tego typu wykorzystuje się m.in. do treningu personelu latającego w niebezpiecznych stanach lotu, wyrobienia odpowiednich nawyków.

- Flight Training Device (FTD) – kompletna, pełnowymiarowa i funkcjonalna replika instrumentów, wyposażenia i paneli kontrolnych danego typu statku powietrznego połączona z odpowiednim systemem komputerowym niezbędnym do odwzorowania statku powietrznego w warunkach na ziemi i w powietrzu. Urządzenia tego typu nie muszą być wyposażone w systemy wizualizacji i odwzorowania wrażeń ruchowych[2].

- Flight and Navigation Procedures Trainer (FNPT) – model kokpitu połączony z odpowiednim systemem komputerowym niezbędnym do reprezentacji danego typu lub danej grupy typów statków powietrznych podczas wykonywania operacji w locie[2]. Urządzenia tego typu wykorzystywane są m.in. do treningu lotu proceduralnego i nawigacji.

- Basic Instrument Training Device (BITD) – urządzenie odwzorowujące przyrządy samolotu (możliwe ich wyświetlanie na ekranie monitora) umożliwiające trening co najmniej proceduralnych aspektów lotu przyrządowego[2]. Nie dotyczy śmigłowców[3].

## Certyfikacja
W Europie wymagania stawiane lotniczym urządzeniom treningowym ustala Europejska Agencja Bezpieczeństwa Lotniczego (ang. European Aviation Safety Agency – EASA), agencja ta, za pośrednictwem certyfikowanych narodowych urzędów do spraw lotnictwa cywilnego (w Polsce Urząd Lotnictwa Cywilnego), prowadzi certyfikację takich urządzeń. Wymagania stawiane symulatorom lotu określają przepisy zawarte w CS-FSTD(A) dla samolotów oraz CS-FSTD(H) dla śmigłowców. W Stanach Zjednoczonych certyfikacją zajmuje się Federalna Agencja Lotnicza (ang. Federal Aviation Administration – FAA) zgodnie z przepisami zawartymi w FAR Part 60.

## Gry komputerowe

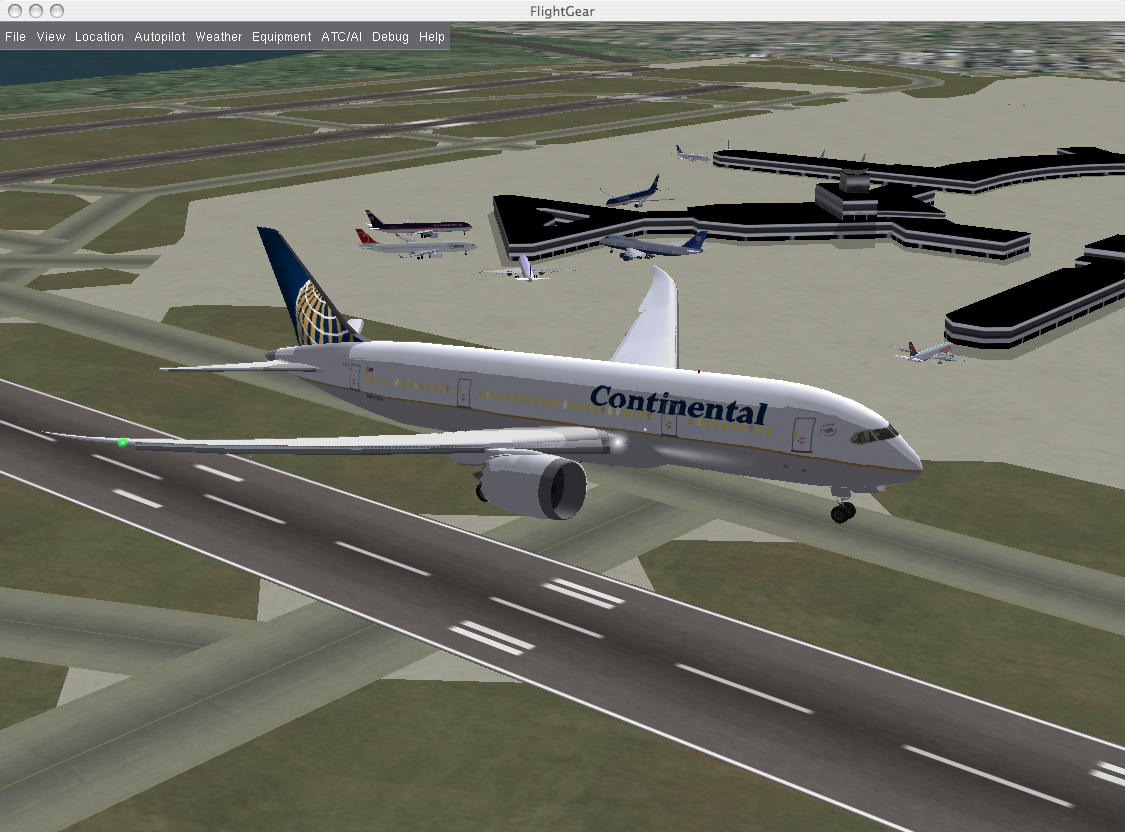
Screenshot z gry FlightGear

Na rynku gier komputerowych obecnych jest wiele symulatorów lotu. W produktach tych zwykle obraz kabiny wyświetlany jest na ekranie, istnieje jednak szereg symulatorów, do których można podłączyć zewnętrzne repliki instrumentów pokładowych, a nawet kompletne repliki kokpitów.